# Kuo Hsing-chun
Dans ce nom, le nom de famille, Kuo, précède le nom personnel Hsing-chun.
Kuo Hsing-chun (en chinois traditionnel : 郭婞淳 ; pinyin : Guō Xìngchún) est une haltérophile taïwanaise née le 26 novembre 1993.
Elle est ancienne élève et professeure à l'université catholique Fu Jen.

## Biographie
Elle a remporté la médaille de bronze de l'épreuve des moins de 58 kg aux Jeux olympiques d'été de 2016 à Rio de Janeiro.
Lors de l'édition suivante, elle est sacrée championne olympique, remportant la médaille d'or aux Jeux olympiques d'été de 2020 à Tokyo.
Elle termine à la troisième place aux Jeux olympiques d'été de 2024 à Paris, lors de l'épreuve moins de 59 kg femmes, remportant de fait la médaille de bronze.

## Palmarès

### Jeux olympiques
- Haltérophilie aux Jeux olympiques d'été de 2012 à Londres
  - 6e en moins de 58 kg.
- Haltérophilie aux Jeux olympiques d'été de 2016 à Rio de Janeiro
  -  Médaille de bronze en moins de 58 kg.
- Haltérophilie aux Jeux olympiques d'été de 2020 à Tokyo
  -  Médaille d'or en moins de 59 kg.
- Haltérophilie aux Jeux olympiques d'été de 2024 à Paris
  -  Médaille de bronze en moins de 59 kg.

### Jeux olympiques de la jeunesse
- Haltérophilie aux Jeux olympiques de la jeunesse d'été de 2010  à Singapour
  -  Médaille d'argent en moins de 53 kg.

### Championnats du monde d'haltérophilie
- Championnats du monde d'haltérophilie 2021 à Tachkent
  -  Médaille d'or au total en moins de 59 kg.
  -  Médaille d'argent à l'arraché en moins de 59 kg.
  -  Médaille d'or à l'épaulé-jeté en moins de 59 kg.
- Championnats du monde d'haltérophilie 2019 à Pattaya[4]. 
  -  Médaille d'or au total en moins de 59 kg.
  -  Médaille d'argent à l'arraché en moins de 59 kg.
  -  Médaille d'or à l'épaulé-jeté en moins de 59 kg.
- Championnats du monde d'haltérophilie 2018 à Achgabat[5]. 
  -  Médaille d'or au total en moins de 59 kg.
  -  Médaille d'or à l'arraché en moins de 59 kg.
  -  Médaille d'argent à l'épaulé-jeté en moins de 59 kg.
- Championnats du monde d'haltérophilie 2017 à Anaheim
  -  Médaille d'or au total en moins de 58 kg.
  -  Médaille d'argent à l'arraché en moins de 58 kg.
  -  Médaille d'or à l'épaulé-jeté en moins de 58 kg.
- Championnats du monde d'haltérophilie 2015 à Houston
  -  Médaille de bronze au total en moins de 58 kg.
  - 4e à l'arraché en moins de 58 kg.
  -  Médaille de bronze à l'épaulé-jeté en moins de 58 kg.
- Championnats du monde d'haltérophilie 2014 à Almaty
  - 5e au total en moins de 58 kg.
  - 6e à l'arraché en moins de 58 kg.
  - 5e à l'épaulé-jeté en moins de 58 kg.
- Championnats du monde d'haltérophilie 2013 à Wrocław
  -  Médaille d'or au total en moins de 58 kg.
  -  Médaille d'argent à l'arraché en moins de 58 kg.
  -  Médaille d'or à l'épaulé-jeté en moins de 58 kg.
- Championnats du monde d'haltérophilie 2011 à Paris
  - 11e à l'arraché en moins de 58 kg.
  - 8e à l'épaulé-jeté en moins de 58 kg.
  - 10e au total en moins de 58 kg.

### Championnats d'Asie d'haltérophilie
- Championnats d'Asie d'haltérophilie 2020 à Tachkent
  -  Médaille d'or au total en moins de 59 kg.
  -  Médaille d'or à l'arraché en moins de 59 kg.
  -  Médaille d'or à l'épaulé-jeté en moins de 59 kg.
- Championnats d'Asie d'haltérophilie 2019 à Ningbo
  -  Médaille d'or au total en moins de 59 kg.
  -  Médaille d'or à l'arraché en moins de 59 kg.
  -  Médaille d'or à l'épaulé-jeté en moins de 59 kg.
- Championnats d'Asie d'haltérophilie 2017 à Achgabat
  -  Médaille d'or au total en moins de 58 kg.
  -  Médaille d'or à l'arraché en moins de 58 kg.
  -  Médaille d'or à l'épaulé-jeté en moins de 58 kg.
- Championnats d'Asie d'haltérophilie 2016 à Tachkent
  -  Médaille d'or au total en moins de 58 kg.
  -  Médaille d'argent à l'arraché en moins de 58 kg.
  -  Médaille d'or à l'épaulé-jeté en moins de 58 kg.
- Championnats d'Asie d'haltérophilie 2013 à Astana
  -  Médaille d'or au total en moins de 58 kg.
  -  Médaille de bronze à l'arraché en moins de 58 kg.
  -  Médaille d'or à l'épaulé-jeté en moins de 58 kg.
- Championnats d'Asie d'haltérophilie 2012 à Pyeongtaek
  -  Médaille d'argent au total en moins de 58 kg.
  -  Médaille d'argent à l'arraché en moins de 58 kg.
  -  Médaille d'argent à l'épaulé-jeté en moins de 58 kg.

### Jeux asiatiques
- Jeux asiatiques de 2018 à Jakarta
  -  Médaille d'or au total en moins de 58 kg.
- Jeux asiatiques de 2014 à Incheon
  - 4e au total en moins de 58 kg.

### Universiade
- Universiade d'été de 2017 à Taipei
  -  Médaille d'or en moins de 58 kg.
- Universiade d'été de 2013 à Kazan
  -  Médaille d'or en moins de 58 kg.